# 半導体素子
半導体素子（はんどうたいそし、英: semiconductor device）とは、半導体で作られた電子回路の構成要素である。半導体デバイスともいう。
種類ごとに電気的特性と機能を持っており、基本素子として整流機能を有するダイオード、増幅機能を有するトランジスタ、スイッチング機能を有するサイリスタ等がある。
またシステム的なものとして、トランジスタの論理回路を集積させて高度な演算機能を実現する集積回路（IC・LSI）、CCD・CMOSを利用した光電変換機能を集積した固体撮像素子などがある。
これらについて半導体素子・半導体デバイスは動作原理を表す概念的モデルから、具体的な製品まで、様々なレベルのものを指す。
コンピュータ、携帯電話等の電子機器でその中心的機能を担っている。さらに機械分野でも制御機能の高度化に伴い自動車や各種産業機器にも組込まれている。
世界の電子機器メーカーの半導体需要は2018年において4,766億ドルであった。
|  | クリーンルーム： 半導体を利用した電子機器は埃に弱いため、作業はこのような清浄な環境下で行われる。                              |
|  | シリコンインゴット（左の長い円柱）をスライスして、ウェハー（下の薄い円盤）を作る。                                             |
|  | 回路の実装が済んだウェハー。碁盤の目状に見えるのは同一の回路（ダイ）が並んでいるため。これをダイヤモンドカッターで切り分ける。 |
|  | ウェハーから切り分けられたダイ。複雑に入り組んだ回路が見える。                                                                 |
|  | 最終的な状態。これはモールド（封止）がされていないチップの例。中心にウェハーから切り分けられたダイが実装されている。           |
|  | その後、スマートフォンやテレビといった様々な電子機器内部に搭載される。                                                         |

## 特徴
半導体素子が普及する以前は電気回路における能動素子として電子管（真空管など）が使われていた。
しかし半導体素子には次のような特徴があり、特定の用途・領域を除き電子管を代替した。
- 固体素子であり、真空管のように真空空間の確保、熱電子放出の機構を必要としない。
- 小型化、集積化が可能である。電力消費が少ない。
- 製造工程において組み立て作業を回避可能で、量産、生産性向上に適している。
- 機械的機構が無いため 振動や加速度の機械的条件に強く、低温動作も含めて長寿命化、信頼性確保の観点で有利である。

当初真空管に比べて不利とされていた弱点についても、それを補う方法が開発された。
- 温度による特性の変化が大きいので、補償回路が必要である。→補償回路を含んだ集積回路の登場。
- 電気的なストレス（過負荷、過電圧、過電流など）に弱い。→回路設計上の工夫や各種保護回路との併用。

## 材料とその性質
2018年現在では単元素のシリコン（Si）、化合物半導体としてヒ化ガリウム (GaAs)、窒化ガリウム (GaN)、炭化ケイ素 (SiC)等がよく用いられる。
半導体材料の伝導性は通常多数キャリア(majority carrier)（N型半導体では電子、P型半導体では正孔）の移動により発現する。多数キャリアの存在密度は結晶構造中の自由電子の過不足を生じさせる不純物に依存する。しかし、トランジスタなど多くの半導体素子では、動作するためには少数キャリア(minority carrier)N型半導体では正孔、P型半導体では電子が必要である。

## 半導体素子の例
半導体素子には、トランジスタ、ダイオード（整流器）、発光ダイオード (LED) 等がある。こういった単体の半導体素子は「ディスクリート半導体」（個別半導体）と呼ばれる個別部品として生産・使用されているが、多数の半導体素子を一括して作成した集積回路 (IC, LSI) の方が流通量や産業規模としても大きな位置を占めている。集積回路になると、トランジスタやダイオードといった能動素子に加えて、抵抗やコンデンサといった素子も半導体素子として構築される。
パワーエレクトロニクスにおいては、電力機器用の電力用半導体素子があり、高電圧、高電流を扱うことができる。

### 2端子素子
2端子素子は通常「ダイオード」と呼ばれる。
- 定電圧ダイオード（ツェナーダイオード）
- 可変容量ダイオード（バリキャップ）
- 発光ダイオード (LED)
- PINダイオード
- ショットキーバリアダイオード（SBD）
- レーザーダイオード（半導体レーザー）
- フォトダイオード
- 太陽電池
- サージ保護用ダイオード
- ダイアック（DIAC）
- バリスタ
- エサキダイオード（トンネルダイオード）

### 3端子素子
素子のオン状態およびオフ状態を外部から与える信号によって任意に切り替えられることが出来るものを自己消弧素子という。
トランジスタ
- バイポーラトランジスタ
- 電界効果トランジスタ (FET)
- 絶縁ゲートバイポーラトランジスタ (IGBT）
- ユニジャンクショントランジスタ (UJT)
- フォトトランジスタ
- CCDイメージセンサ（固体撮像素子）

サイリスタ (SCR)
- ゲートターンオフサイリスタ (GTO)
- トライアック (TRIAC)

## 分類

### 集積度による分類
- 個別半導体：トランジスタ、ダイオードなど
- 集積回路（IC）
  - 小規模集積回路（SSI）：＜100素子/チップ
  - 中規模集積回路（MSI）：100～1,000素子/チップ
  - 大規模集積回路（LSI）：1,000～100,000素子/チップ
  - 超大規模集積回路（VLSI）：＞100,000素子/チップ

### 基板構成による分類
- モノリシックIC（シリコン基板、SOI基板）
- ハイブリッドIC（厚膜IC、薄膜IC）
- SOI基板によるデバイス

### 構造による分類
- バイポーラ型（npn構造、pnp構造）
- MOS型（nMOS構造、pMOS構造、CMOS構造
- BiCMOS構造（バイポーラとCMOSの混載）

### 機能による分類
- デジタル用デバイス
  - メモリ
    - RAM：DRAM、SRAM、FeRAM
    - ROM：EPROM、EEPROM、マスクROM、フラッシュメモリ

  - ロジック（MPU、汎用ロジックIC）
  - メモリ・ロジック混載：システムLSI（System-on-a-chip）
- アナログ用デバイス：民生用、産業用
- デジタル・アナログ混載デバイス

### 開発形態による分類
- 標準（汎用）デバイス：メモリ、MPU、汎用ロジックなど
- カスタムデバイス：ASIC（フルカスタム仕様）
- セミカスタムデバイス：ゲートアレイ、PLA、セルベースICなど

### 生産形態による分類
- 多品種少数生産方式デバイス：ASIC、カスタムIC、ロジックIC
- 少品種多量生産方式デバイス：メモリ、MPUなど
- 受託生産方式デバイス：ファウンドリ

## 構造の歴史

### 点接触形
もっとも初期のタイプである。ゲルマニウムなどの半導体表面に針を刺して各端子にする物である。1945年にダイオードが、1948年にトランジスタが開発された。点接触形ダイオードは端子間容量が小さく、高周波特性が良いので検波用ダイオードとして広く用いられ、今日でも特定用途に生産されている。他方、点接触形トランジスタは、トランジスタ発明当時の姿であり、エミッタ端子とコレクタ端子との間隔を微小に保つことの困難さや、動作の不安定さなどからまもなく接合型トランジスタに取って代わられた。
この方式以外の半導体は、原則としてすべて接合型構造に分類される。

### 結晶成長形
純粋な半導体の単結晶を溶融半導体中に入れ、ゆっくり引き上げ棒状に成長させるものである。
レートグローン形
ドナー不純物とアクセプタ不純物をともに少量含ませた溶液から引き上げるものである。引き上げる速度を速くするとP型半導体が成長し、遅くするとN型半導体が成長する。ベース領域が厚くなるため高周波特性を良くすることが困難である。
グローン拡散形
引き上げる過程で溶融半導体中に加える不純物を変化させると結晶の場所によりP型あるいはN型半導体が成長する。これによりダイオードの場合PN、トランジスタの場合P-N-P（あるいはN-P-N）構造を作るものである。

### 合金接合形（アロイ形）
ゲルマニウムトランジスタ全盛期に一般的だった製法である。ゲルマニウムの薄いN型単結晶を、アクセプタとなるインジウム等の金属粒で両面から挟んで熱接合し、合金部分から拡散したアクセプタによってPNP構造を形成したもの（NPN型もあったが、Siトランジスタでは使われなかったと思われる）。
- ドリフトトランジスタ
- 表面障壁形
- マイクロアロイ形
- マイクロアロイ拡散形

### メサ形
断面が台地（メサ）状で、厚み方向に電流を流すものである。PN接合ダイオードの場合PN、バイポーラトランジスタの場合PNP/NPN、サイリスタの場合PNPN構造を形成する。
2000年代では、大電力用パワーデバイスのみに使用されている。

### プレーナ形
同一平面上に端子用電極を形成したものである。電流経路を短くすることが可能で高周波特性が良いなどの特徴がある。
また、微細加工により多くの素子を並べて写真技術の応用で製造できるためばらつきが少なく大量生産に向く。この特徴を生かしてモノリシック集積回路が発明された。

### プロセスによる分類
拡散接合形
半導体基板に拡散やイオン注入などで不純物を含ませるものである。
エピタキシャル形
低い抵抗値の半導体基板の表面に薄い高抵抗の結晶層を形成するものである。
SOI (silicon on insulator)
絶縁体上にシリコンのプレーナ形半導体素子を形成する技術である。絶縁体上の薄膜を利用するので、基板下部からの漏れ電流が少なく、耐放射線性能が向上する。システム液晶ディスプレイ・漏れ電流が少なく高速動作が可能なCMOS-IC・高耐圧MOS-IC・耐放射線素子の製作に使用される。絶縁体には人工的に作られたサファイアが使われることもある(silicon on sapphire:SOS)。絶縁体に熱伝導性の高いダイヤモンド基板を使った素子は大出力発光ダイオードで2015年現在一般的であり、特に超高温となる半導体レーザーは耐熱性の高い窒化物半導体とダイアモンド基板のペアで製造される物が主流である。

## 主な半導体製造メーカー

### 日本
- ソニー - ソニーセミコンダクタソリューションズ
- 東芝

- ルネサスエレクトロニクス

日立製作所と三菱電機の半導体部門が合併して設立されたルネサス テクノロジにNECエレクトロニクスがさらに合併して設立された。
- ヌヴォトン テクノロジージャパン - 旧パナソニック
- 富士通
- オン・セミコンダクター・ホールディングス - 旧・三洋半導体
- シャープ
- 京セラ
- 沖電気工業
- セイコーエプソン
- ローム
- サンケン電気
- 富士電機

### 大韓民国
- サムスン電子
- LGエレクトロニクス
- SKハイニックス

### 台湾
- TSMC
- UMC
- ALi
- Realtek
- ウィンボンド・エレクトロニクス
- ヌヴォトン

### 米国
- インテル
- テキサス・インスツルメンツ
- マイクロン・テクノロジ
- スパンション
- フェアチャイルドセミコンダクター
- アナログ・デバイセズ
- GlobalFoundries

### ヨーロッパ
- STマイクロエレクトロニクス
- NXPセミコンダクターズ

フィリップスの半導体部門が分社化して誕生
- インフィニオン・テクノロジーズ

シーメンスの半導体部門が分社化して誕生
- キマンダ

インフィニオン・テクノロジーズの半導体メモリー部門が分社化して誕生

## 主なファブレス半導体ベンダー
ファブレスとは、自社内に製造部門を持たずに開発や設計を行い、他社に製造を委託すること、またはその会社を指す。詳細はファブレスを参照。

### 米国
- シナプティクス
- アドバンスト・マイクロ・デバイセズ
- クアルコム
- コネクサント
- ザイリンクス
- サンディスク
- NVIDIA
- ブロードコム
- マーヴェル・テクノロジ

### 台湾
- メディアテック

## かつて存在した半導体メーカーおよびベンダー
- アルテラ

インテルによって買収され、FPGA部門になった
- IDT

ルネサスエレクトロニクスによって買収された
- LSIコーポレーション（旧社名・LSIロジック）

アバゴ・テクノロジーによって買収された
- フリースケール・セミコンダクタ

NXPセミコンダクターズに吸収合併された
- ナショナル セミコンダクター

テキサス・インスツルメンツによって買収された